# Pasqual Maragall
Pour les articles homonymes, voir Maragall.
Pasqual Maragall i Mira, né le 13 janvier 1941 à Barcelone, est un homme politique espagnol, ancien président de la Généralité de Catalogne et ancien maire de Barcelone.

## Biographie

### Famille
Son enfance et son adolescence sont marquées par l'influence de son grand-père, le poète catalan Joan Maragall, et par son activité militante dans les mouvements anti-franquistes de gauche.
Il est le frère de l'homme politique Ernest Maragall.

### Formation d'économiste
En 1965, après avoir obtenu une licence de droit et sciences économiques à l'université de Barcelone, il devient économiste au département de l'Urbanisme de la mairie de Barcelone. Il complète sa formation par une licence d'économie internationale et économie urbaine de The New School en 1973 et un doctorat de sciences économiques de l'université autonome de Barcelone, cinq ans plus tard.

### Maire de Barcelone
Membre du Parti des socialistes de Catalogne (PSC) à partir de 1978, il est élu en avril 1979 conseiller municipal de Barcelone. Lorsque Narcís Serra est appelé au gouvernement, Pasqual Maragall prend sa succession en tant que maire de Barcelone le 3 décembre 1982, avec le soutien des élus du Parti socialiste unifié de Catalogne (PSUC).
Il est réélu à son poste à quatre reprises et totalise ainsi quatorze ans et neuf mois au pouvoir dans la capitale catalane, n'ayant par ailleurs jamais disposé d'une majorité absolue au conseil municipal.

### Échec prometteur de 1999
Il démissionne le 26 septembre 1997 et cède la mairie à son adjoint Joan Clos. Environ deux ans plus tard, il se présente à l'élection régionale du 17 octobre 1999, comme chef de file d'une coalition unissant le PSC, les Citoyens pour le changement (CPC) et l'Initiative pour la Catalogne Verts (ICV).
L'alliance vire en tête avec 1 183 299 voix et 37,85 % des exprimés, mais le mode de scrutin ne leur donne que 52 députés sur 135 au Parlament, contre 56 à Convergence et Union (CiU) du président de la Généralité Jordi Pujol, au pouvoir depuis dix-neuf ans. C'est la première fois que les socialistes dépassent la barre des 1 000 000 de suffrages et 35 % des suffrages exprimés.
Il devient président du Parti des socialistes de Catalogne (PSC) le 18 juin 2000, alors que le maire de Cornellà de Llobregat José Montilla est élu premier secrétaire.

### Président de la Généralité
Il retente sa chance au cours de l'élection régionale du 16 novembre 2003, affrontant Artur Mas, successeur du Pujol. Bien qu'il soit en recul avec 31,17 % et 42 parlementaires, il est en mesure de constituer une majorité alternative grâce à la Gauche républicaine de Catalogne (ERC) et Initiative pour la Catalogne Verts - Gauche unie et alternative (ICV-EUiA).
Lors du vote d'investiture du 16 décembre suivant, Pasqual Maragall obtient le soutien des 74 députés de sa coalition de gauche et se voit ainsi investi président de la généralité de Catalogne. C'est ainsi le premier socialiste à exercer cette responsabilité.
Il met fin aux fonctions des conseillers issus d'ERC le 13 mai 2006, après que ce parti a voté contre la proposition de nouveau statut d'autonomie de la Catalogne. Ayant perdu sa majorité, il annonce qu'une élection régionale anticipée aura lieu le 1er novembre et qu'il n'y sera pas candidat. Le PSC choisit comme chef de file son premier secrétaire, José Montilla.
Il démissionne de la présidence du Parti des socialistes de Catalogne (PSC) le 11 juin 2007 et annonce qu'il quitte le parti, afin de se consacrer au projet du Parti démocrate européen (PDE).

### Vie privée
Il annonce le 20 octobre 2007 être atteint de la maladie d'Alzheimer depuis plusieurs mois, en affirmant avec humour que sa notoriété faisait de lui un malade privilégié puisque grâce au fait que les gens l'appellent par son nom il n'aura pas de mal à se rappeler qui il est.